# Little Susie
Little Susie é uma canção de Michael Jackson, e faz parte álbum HIStory: Past, Present and Future – Book I. A música fala sobre a suposta morte de uma garota denominada Susie, a qual Michael chama carinhosamente de Little Susie (pequena Susie). Na música Michael dá várias dicas da suposta morte, ora se faz pensar que foi assassinato, ora desgosto e outrora acidente.